# 谷地弘安
谷地 弘安（やち ひろやす、1969年1月30日 - ）は、日本の経営学者。元横浜国立大学理事・副学長。東洋水産取締役。日本商業学会賞等受賞。

## 人物・経歴
1987年北海道札幌東高等学校卒業。1991年学習院大学経済学部卒業。1997年神戸大学大学院経営学研究科日本企業経営専攻博士課程修了、博士（経営学）。同年横浜国立大学経営学部専任講師。1998年同助教授。2000年日本商業学会賞受賞、ニューヨーク市立大学・ジョージタウン大学客員研究員。2002年三島海雲記念財団学術奨励賞受賞、一橋大学大学院国際企業戦略研究科客員研究員。2006年横浜国立大学ベストティーチャー賞受賞。2012年同教授。2018年同評議員。2019年同経営学部長、東洋水産取締役。2021年理事・副学長（教育・情報担当）兼 情報戦略推進機構長 兼 大学院教育強化推進センター長 兼 国際教育センター長。

## 著書
- 『中国市場参入 : 新興市場における生販並行展開』千倉書房 1999年
- 『イノベーションの実践理論』（大薗恵美, 児玉充, 野中郁次郎と共著）白桃書房 2006年
- 『「コト発想」からの価値づくり : 技術者のマーケティング思考』千倉書房 2012年
- 『技術者のためのマーケティング : 顧客価値の構想と戦略』千倉書房 2017年